# علم اطلاعات کوانتومی

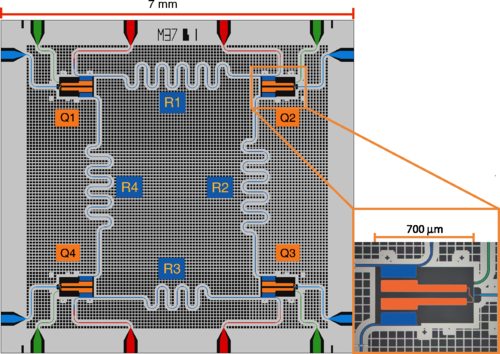
چهار کیوبیت رسانا.ورودی،خروجی،شار و داریو.

علم اطلاعات کوانتومی (به انگلیسی :Quantum information science ) حوزه ای است که اصول مکانیک کوانتوم را با نظریه اطلاعات ترکیب میکند تا پردازش، تحلیل و بررسی و انتقال اطلاعات را مطالعه کند. این حوزه هم جنبه های نظری و هم جنبه های تجربی فیزیک کوانتومی  از جمله محدودیت‌های آنچه با استفاده از اطلاعات کوانتومی قابل دستیابی است را پوشش میدهد. اصطلاح نظریه اطلاعات کوانتومی بعضی اوقات استفاده میشود، اما شامل تحقیقات تجربی نمیشود و میتواند با زیرشاخه علم اطلاعات کوانتومی ،که با پردازش اطلاعات کوانتومی سرو کار دارد،اشتباه گرفته شود.

## مطالعات علمی و مهندسی
دورنوردی کوانتومی، در هم تنیدگی و ساخت کامپیوتر های کوانتومی وابسته به فهم جامعی از فیزیک کوانتومی و مهندسی است. گوگل و IBM به میزان قابل توجهی در تحقیقات سخت افزار کامپیوتر کوانتومی سرمایه گذاری کردند که منجر به پیشرفت چشمگیری در تولید کامپیوتر کوانتومی از دهه 2010 شد.در حال حاضر امکان ساختن یک کامپیوتر کوانتوم با بیش از 100 کیوبیت وجود دارد اما نرخ خطا به دلیل عدم وجود مواد مناسب برای ساخت کامپیوتر کوانتومی، بالاست.فرمیون مایورانا میتواند یک ماده گمشده حیاتی باشد.
دستگاه های رمزنگاری کوانتومی در حال حاضر برای استفاده تجاریدر دسترس هستند.پد یک‌بار مصرف، یک رمز استفاده شده توسط جاسوسان در طول جنگ سرد، از دنباله ای از کلید های تصادفی برای رمزگذاری استفاده میکند.این کلید ها میتوانند به طور امن  و با استفاده از جفت ذرات درهم تنیده کوانتومی مبادله شوند از انجایی که اصول قضیه بدون شبیه سازی (به انگلیسی:No-cloning theorem) و فروریزش تابع موج ،تبادل امن کلید های تصادفی را اطمینان میدهد.توسعه دستگاه هایی که بتوانند ذرات درهم تنیده کوانتومی را انتقال بدهند یک هدف علمی و مهندسی چشم گیر است.
Qiskit،Cirq  و  Q Sharpزبان های برنامه نویسی محبوب کوانتوم هستند. زبان های برنامه نویسی بیشتری برای کامپیوتر های کوانتومی نیاز است.همچنین جامعه بزرگتری از برنامه نویسان ماهر کوانتوم.به این منظور، منابع یادگیری بیشتری لازم است، از انجایی که تفاوت های بنیادین زیادی در برنامه نویسی کوانتوم وجود دارد باعث محدود شدن تعداد مهارت های قابل انتقال از برنامه نویسی سنتی میشود.